# Moloh
Moloh (hebr. מלך, kralj), fenički bog Sunca i blagostanja, te suše, bolesti i zla kojem su u religijskim obredima žrtvovana prvorođena djeca, jer se vjerovalo da pomaže u otklanjanju zla, razaranja i smrti.
Štovalo ga se u antičkim kulturama širom Sredozemlja, od Amonićana, Kanaanaca, Židova do Feničana. Grci su ga uspoređivali s Kronom, koji je ubio svog oca kako bi preuzeo vlast i kasnije progutao svoju djecu da bi je zadržao. S vremenom je postao sinonim svih zlih rituala i vjerovanja.
U prenesenom značenju označava neman koja sve proždire.
Spominje se u djelu Izgubljeni raj Johna Miltona (1608. – 1674.) kao zastrašujući demon okupan materinskim suzama i dječjom krvlju te u djelu Dictionnaire Infernal Collina de Plancyja (1793. – 1881.), gdje se opisuje knez zemlje suza i član demonskog vijeća pakla.

## Izgled
Amonićani su ga štovali praveći njegove kipove i prikazujući ga kao diva s bikovskom glavom, kraljevskom krunom i velikim rukama kako sjedi na prijestolju.

## Vanjske poveznice
- Moloh Hrvatska enciklopedija
- Moloh Proleksis enciklopedija
- Moloh Britannica (engl.)
- Catholic Encyclopedia - Moloch (engl.)
- Moloh - deliriumsrealm.com (engl.)